# Moosburg (Kärnten)

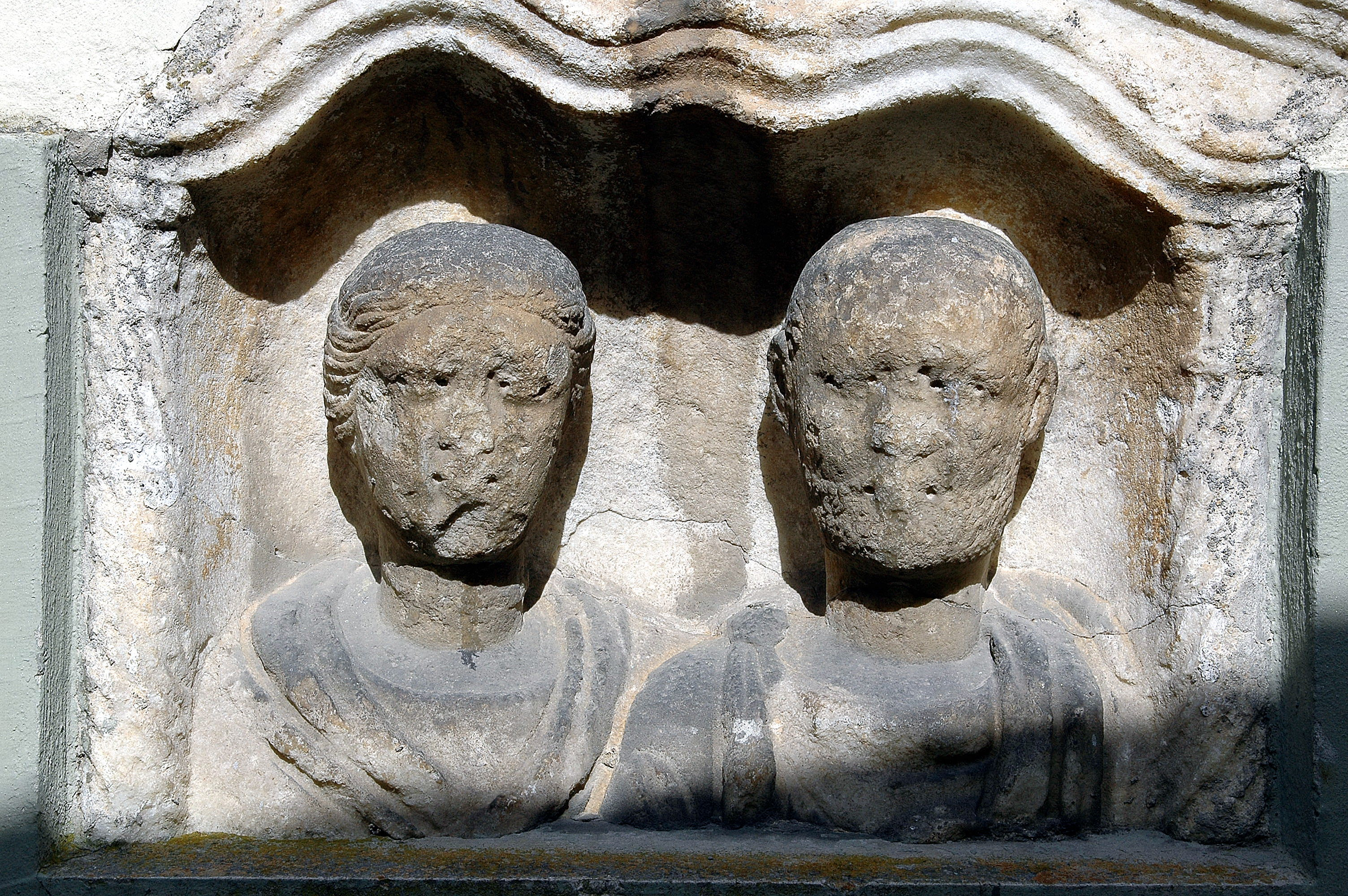
„Römersteine“: Porträt eines Ehepaares

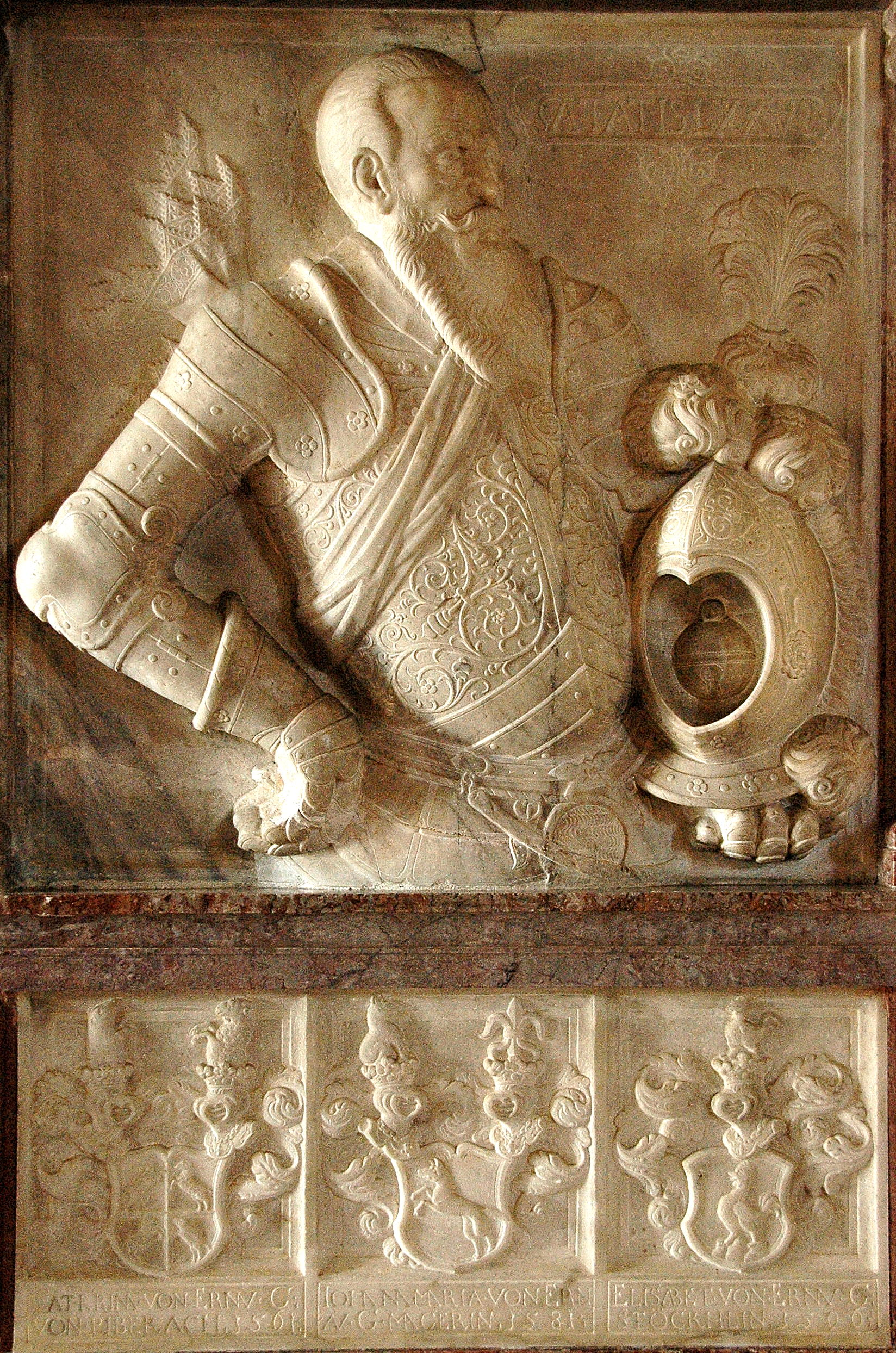
Grabdenkmal für Ulrich II. von Ernau in der Moosburger Pfarrkirche

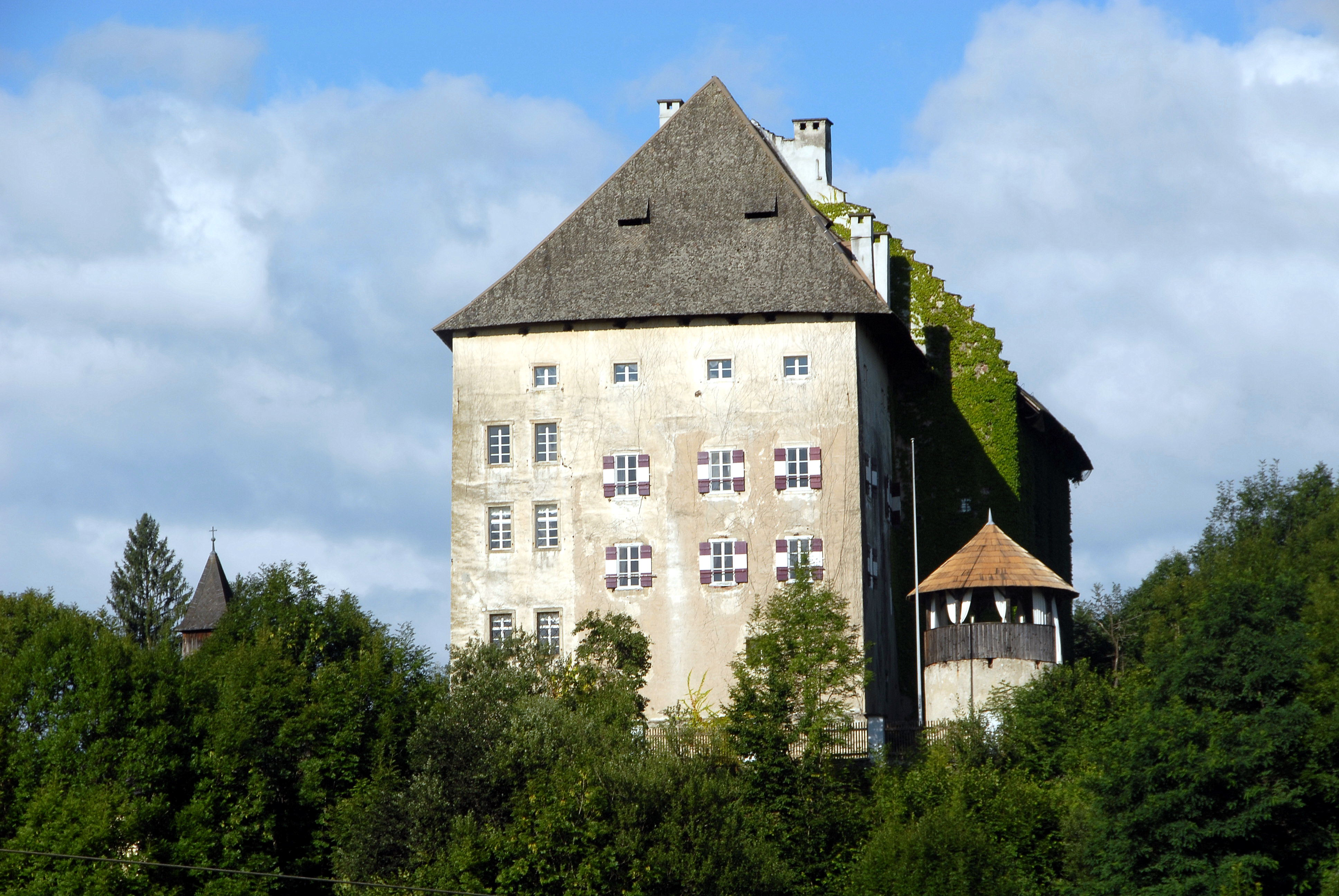
Schloss Moosburg

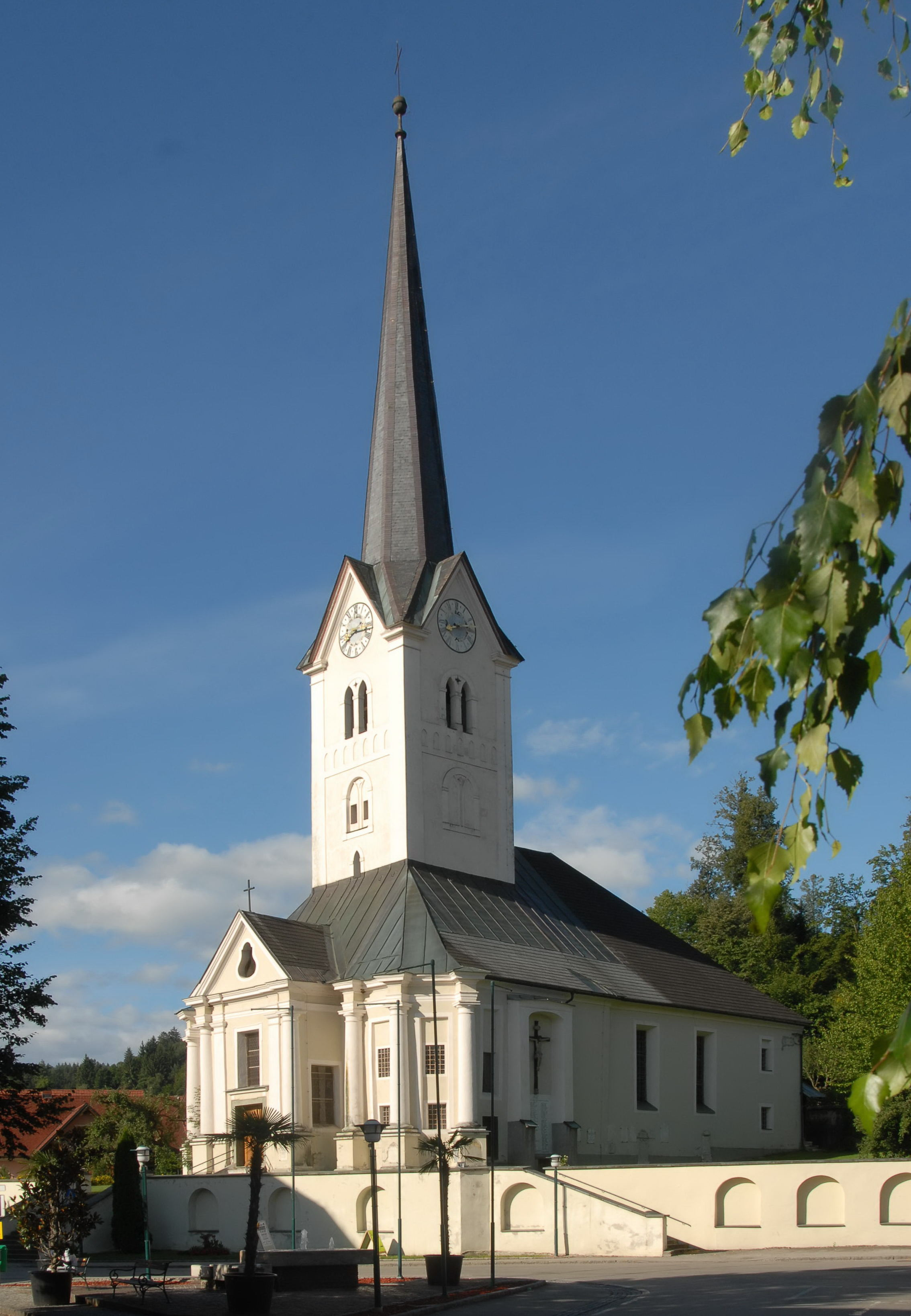
Pfarrkirche hl. Michael und hl. Georg in Moosburg

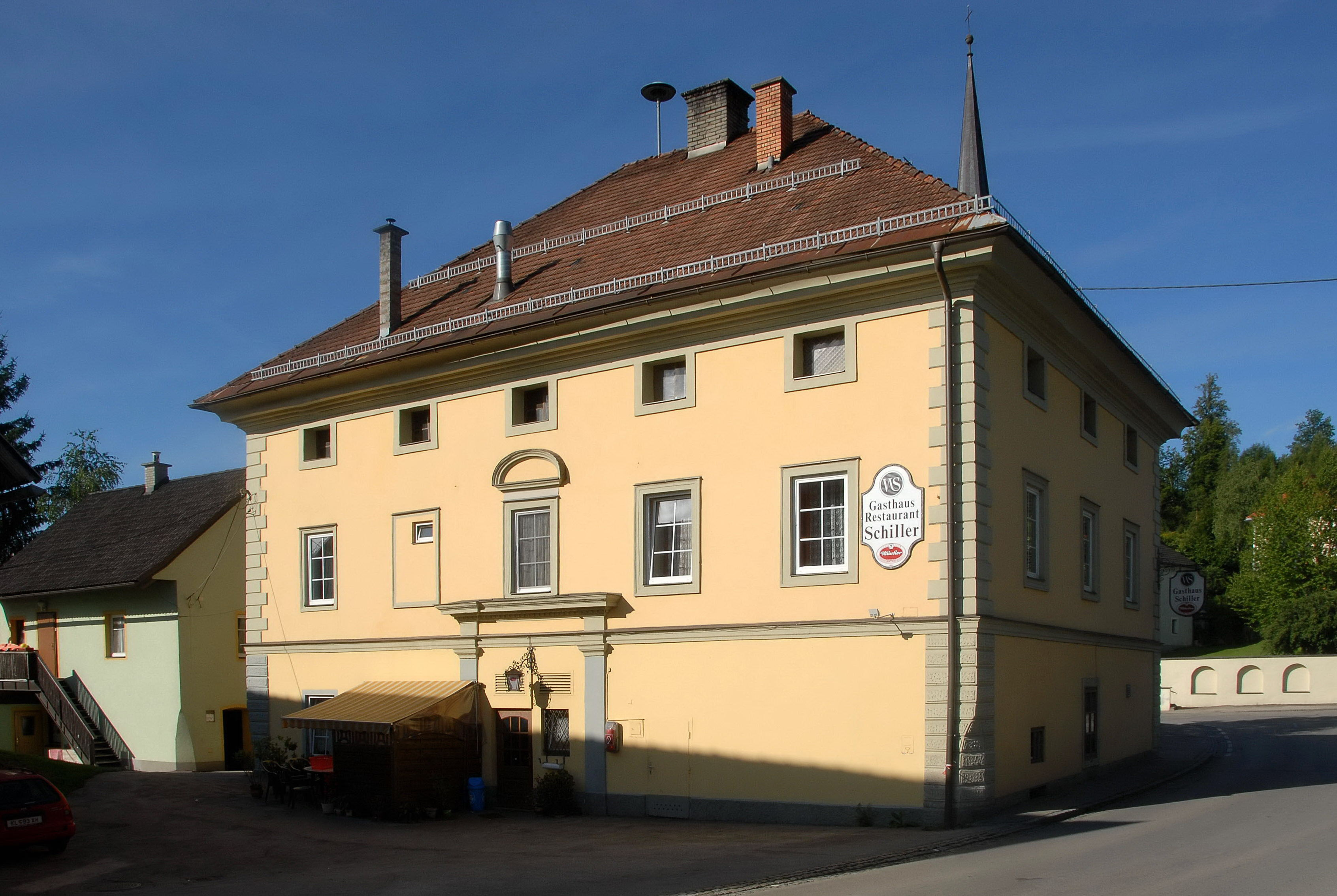
Gasthaus „Schiller“ in Moosburg

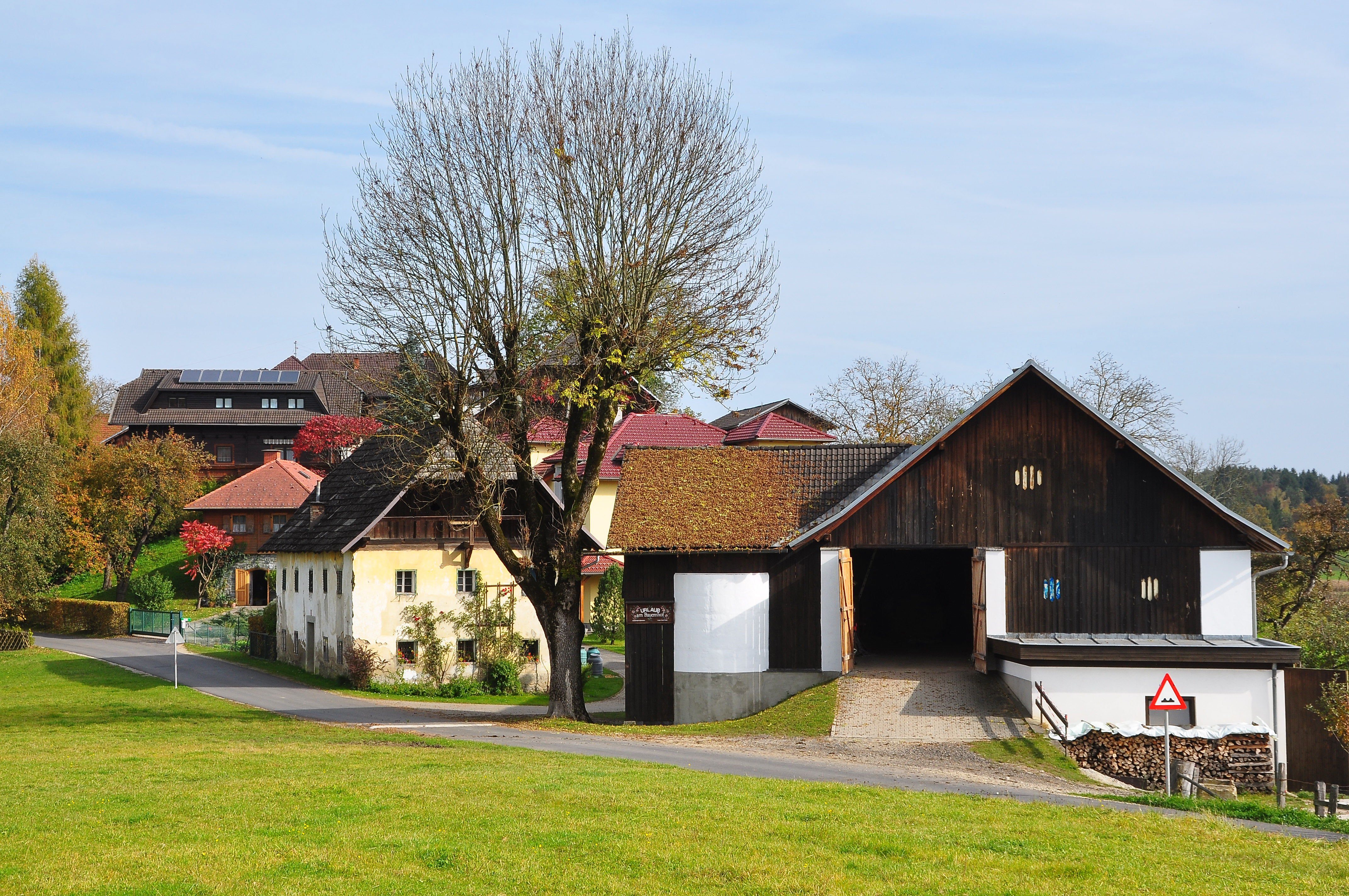
Ortschaft Goritschitzen

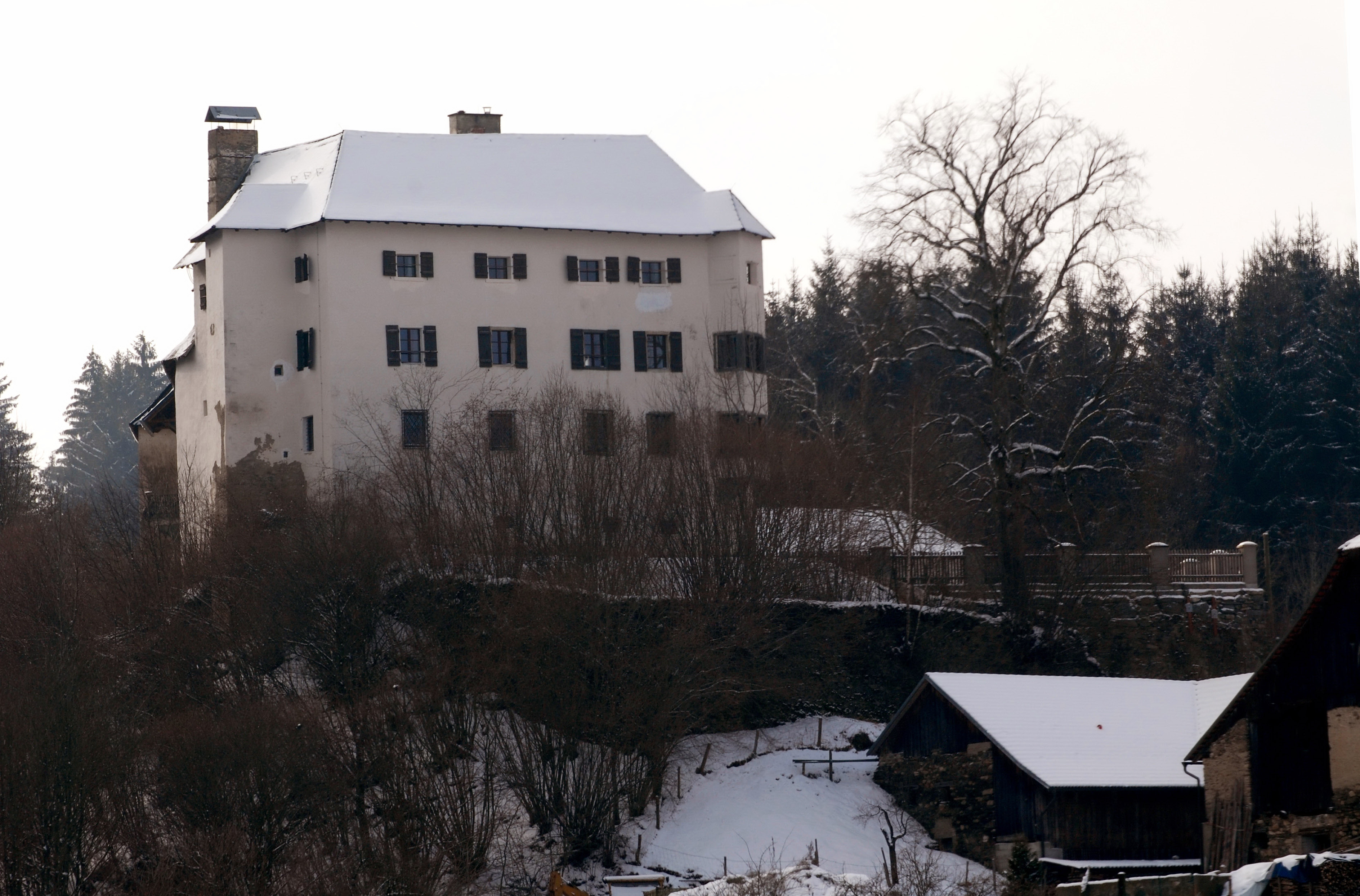
Schloss Ratzenegg

Moosburg (slowenisch Možberk) ist eine Marktgemeinde mit 4667 Einwohnern (Stand 1. Jänner 2025) im Bezirk Klagenfurt-Land im Bundesland Kärnten in Österreich.

## Geographie
Moosburg liegt inmitten des Moosburger Beckens, einem Teil des Klagenfurter Beckens.
Die mittelalterlichen Pfarren Moosburg und Tigring umfassten beinahe die gesamte Fläche des Moosburger Beckens bzw. überschritten diese im Westen und Norden bis zur Glan.

### Moosburger Teiche
Als Damnigteich einst ein Sumpfgürtel rund um die Mosaburch, bilden die Moosburger Teiche heute eine Teichlandschaft aus drei größeren Teichen, dem Moosburger Mühlteich, dem Mitterteich und dem Damnigteich, und zwei kleineren Teichen.
Die Teiche liegen westlich der Ortschaft Moosburg inmitten eines 204 ha großen Landschaftsschutzgebietes in einer alten, durch Ablagerungen aus der Eiszeit verfüllten Furche, die infolge der Übertiefung einen nur unzureichenden Abfluss besitzt und daher über große Flächen stark versumpft ist. Eingebettet in eine flach hügelige Landschaft, werden die Teiche durch den Stallhofener Bach gespeist, der nur eine geringe Wasserführung aufweist und in den Sommermonaten vollständig austrocknet.
Die Umgebung der Teiche besteht größtenteils aus Wald. Die Verlandungsvegetation wird von Schilf- und Teichbinsen sowie Rohrkolben gebildet. Charakteristische Arten der ausgedehnten Unterwasserflora sind Laichkräuter, Tausendblatt und Seerosen. Das Wasser ist aufgrund des moorigen Charakters des Umlandes bräunlich gefärbt.
Der Moosburger Mühlteich ist ein beliebter Badesee.

### Gemeindegliederung
Moosburg ist in acht Katastralgemeinden gegliedert: Bärndorf, Gradenegg, Kreggab, Moosburg, St. Peter bei Moosburg, Seigbichl (Žihpolje), Tigring und Tuderschitz (Tudrešiče).
Das Gemeindegebiet umfasst 35 Ortschaften (in Klammern Einwohnerzahl Stand 1. Jänner 2025):
- Ameisbichl (72)
- Arlsdorf (36)
- Bärndorf (75)
- Dellach (31)
- Faning (51)
- Freudenberg (0)
- Gabriel (62)
- Goritschitzen (63)
- Gradenegg (107)
- Hohenfeld (110)
- Knasweg (109)
- Krainig (19)
- Kreggab (101)
- Malleberg (35)
- Moosburg (1123)
- Nußberg (68)
- Obergöriach (65)
- Polan (16)
- Prosintschach (34)
- Ratzenegg (165)
- Rosenau (55)
- St. Peter (593)
- Seigbichl (262)
- Simislau (15)
- Stallhofen (253)
- Tigring (470)
- Tuderschitz (342)
- Untergöriach (59)
- Unterlinden (42)
- Vögelitz (47)
- Wielen (21)
- Windischbach (43)
- Windischbach-Gegend (7)
- Witsch (80)
- Ziegelsdorf (36)

### Nachbargemeinden
| Feldkirchen | Glanegg                                     |            |
| Techelsberg | Kompassrose, die auf Nachbargemeinden zeigt | Klagenfurt |
| Pörtschach  | Krumpendorf                                 |            |

## Geschichte

### Etymologie
Das Wort „Moos“ („Moor“) ist bairischen Ursprungs; der Name „Moosburg“ entstammt somit ebenso dem Althochdeutschen wie der Name der Moosburger Ortschaft Ameisbichl, die ursprünglich „Salmannsbichl“ hieß.

### Zeit der Römer
Bereits in römischer Zeit führten ab etwa 15 v. Chr. „Staats(heer)straßen“ („Römerstraßen“) am Nordufer des Wörthersees und am Nordrand des Moosburger Beckens durch das Tal der Glan. Etwa bei Wernberg zweigte von der römischen Staatsstraße eine Nebenstraße ab und querte über Stallhofen–Albern–Tigring das heutige Moosburger Gemeindegebiet. Bei Tigring soll diese Nebenstraße eine vom Glantal kommende Straße gekreuzt haben, woran dort seit einigen Jahren ein Stück „Römerstraße“ und ein „Meilenstein“ („Leugenstein“) erinnern.
Bei Ausgrabungen auf dem Kirchhügel von Tigring, wo sich ein römischer Gutshof befunden haben mag, wurden u. a. eine griechisch-römische Reiterstatuette und ein marmorner Caesarenkopf gefunden. Auch in St. Peter bei Moosburg fanden sich Reste antiker Marmorbauten.
Römische Grabsteine, sogenannte „Römersteine“, zieren die Pfarrkirche hl. Michael und hl. Georg in Moosburg und die Kirche in Nußberg.

### Zeit der Franken
Historisch bedeutend war Moosburg auch in der Zeit der Karolinger (Mitte des 8. Jahrhunderts bis Anfang des 10. Jahrhunderts): Der spätere Kärntner Herzog, ostfränkische König und römisch-deutsche Kaiser Arnulf von Kärnten (850–899) wuchs auf der Pfalz Arnulfsfeste in Moosburg auf und verbrachte dort auch viele Jahre seiner späteren Herrschaftszeit; so feierte er hier im Jahre 888 das Weihnachtsfest. Die Burgruine der wahrscheinlich im 9. Jahrhundert errichteten und im Volksmund „Mosaburch“ genannten Arnulfsfeste (Hetzelburg) liegt an den Moosburger Teichen.
Alljährlich im Juli wird seit 1986 in Moosburg das „Kaiser Arnulfsfest“ veranstaltet.

### Zeit der Pfalzgrafen von Görz und der Habsburger
In der Zeit nach 1100 bis in die zweite Hälfte des 15. Jahrhunderts herrschten die Pfalzgrafen von Görz über Moosburg; ihnen folgten die Habsburger.

### Zeit der Ernauer
Im 16. Jahrhundert gelangte die Herrschaft Moosburg von den Herren von Graben in den Besitz des Adelsgeschlechtes der Ernauer über. Seinen Namen hatte das Geschlecht von der Burg Ernau im steirischen Tal der Liesing.
1462 war ein Jakob von Ernau mit einer Margaretha von Moosburg verheiratet, deren Familie in männlicher Linie erloschen war; die Herrschaft Moosburg kam so an die Ernauer, in deren Eigentum sie 1515 durch Kauf überging.
Anfang des 16. Jahrhunderts errichteten die Ernauer auf einem Hügel über der Ortschaft Schloss Moosburg. Das im Stil der Spätgotik errichtete Schloss wurde wahrscheinlich unter Georg von Ernau († 1541) erbaut und unter Ulrich II. von Ernau (1531–1607) und dessen Sohn Hektor umgestaltet und erweitert.
1629/30 musste die inzwischen protestantisch gewordene Familie im Zuge der Gegenreformation das Herzogtum Kärnten wegen ihres evangelischen Glaubens verlassen; 1630 verkaufte Hektor von Ernau Schloss und Herrschaft Moosburg an den kaiserlichen Rat und Landschaftssekretär Johann Weber von Ehrenthal.

### Neuzeit
Als Ortsgemeinde konstituierte sich Moosburg im Jahre 1850; 1899 trennten sich vom ursprünglichen Gemeindegebiet die Katastralgemeinden St. Peter bei Moosburg und Tigring ab und bildeten eine eigene Ortsgemeinde.
Im Zuge der Gemeindereform 1973 wurde Tigring ebenso nach Moosburg eingemeindet wie ein Teil der aufgelösten Gemeinde Wölfnitz.
1997 wurde Moosburg das Recht zur Führung der Bezeichnung „Marktgemeinde“ zuerkannt.

## Bevölkerung
Moosburg hat (laut Volkszählung 2001) 4.463 Einwohner von denen 96,0 % österreichische Staatsbürger 1,4 % deutsche Staatsbürger sind.
Von den Bewohnern der Gemeinde bekennen sich 81,3 % zur römisch-katholischen Kirche und 7,2 % zur evangelischen Kirche, 8,2 % bezeichnen sich als konfessionslos.
Der starke Bevölkerungszuwachs bis zur Jahrtausendwende beruhte vor allem auf Zuwanderung. Von 1980 bis 2000 war die Geburtenbilanz ausgeglichen, danach wurde sie negativ.
| Moosburg: Einwohnerzahlen von 1869 bis 2024         | Moosburg: Einwohnerzahlen von 1869 bis 2024 | Moosburg: Einwohnerzahlen von 1869 bis 2024 | Moosburg: Einwohnerzahlen von 1869 bis 2024 | Moosburg: Einwohnerzahlen von 1869 bis 2024 |
| --------------------------------------------------- | ------------------------------------------- | ------------------------------------------- | ------------------------------------------- | ------------------------------------------- |
| Jahr                                                |                                             |                                             |                                             | Einwohner                                   |
| 1869                                                | 1869                                        |                                             | 2.239                                       | 2.239                                       |
| 1880                                                | 1880                                        |                                             | 2.283                                       | 2.283                                       |
| 1890                                                | 1890                                        |                                             | 2.362                                       | 2.362                                       |
| 1900                                                | 1900                                        |                                             | 2.344                                       | 2.344                                       |
| 1910                                                | 1910                                        |                                             | 2.320                                       | 2.320                                       |
| 1923                                                | 1923                                        |                                             | 2.271                                       | 2.271                                       |
| 1934                                                | 1934                                        |                                             | 2.516                                       | 2.516                                       |
| 1939                                                | 1939                                        |                                             | 2.378                                       | 2.378                                       |
| 1951                                                | 1951                                        |                                             | 2.709                                       | 2.709                                       |
| 1961                                                | 1961                                        |                                             | 2.900                                       | 2.900                                       |
| 1971                                                | 1971                                        |                                             | 3.507                                       | 3.507                                       |
| 1981                                                | 1981                                        |                                             | 3.752                                       | 3.752                                       |
| 1991                                                | 1991                                        |                                             | 4.117                                       | 4.117                                       |
| 2001                                                | 2001                                        |                                             | 4.463                                       | 4.463                                       |
| 2011                                                | 2011                                        |                                             | 4.422                                       | 4.422                                       |
| 2021                                                | 2021                                        |                                             | 4.516                                       | 4.516                                       |
| 2024                                                | 2024                                        |                                             | 4.594                                       | 4.594                                       |
| Quelle(n): Statistik Austria, Gebietsstand 1.1.2021 |                                             |                                             |                                             |                                             |

## Kultur und Sehenswürdigkeiten

### Bauwerke
| Profanbauten - Pfarrhof - Schloss Moosburg - Schloss Ratzenegg - Schloss Tigring - Burgruine Hetzelburg (Arnulfsfeste) - Karolingermuseum | Sakralbauten - Kath. Filialkirche St. Andreas und Nikolaus in Knasweg - Pfarrkirche Moosburg - Kapelle Maria Hilf (Luschenkapelle) - Pfarrkirche Heiliger Egyd in Tigrin | - Wallfahrtskirche Freudenberg - Kirche St. Agnes in Faning - Kirche in Gabriel - Filialkirche Nußberg - Filialkirche hl. Valentin in Dellach - evangelisches Gemeindehaus |

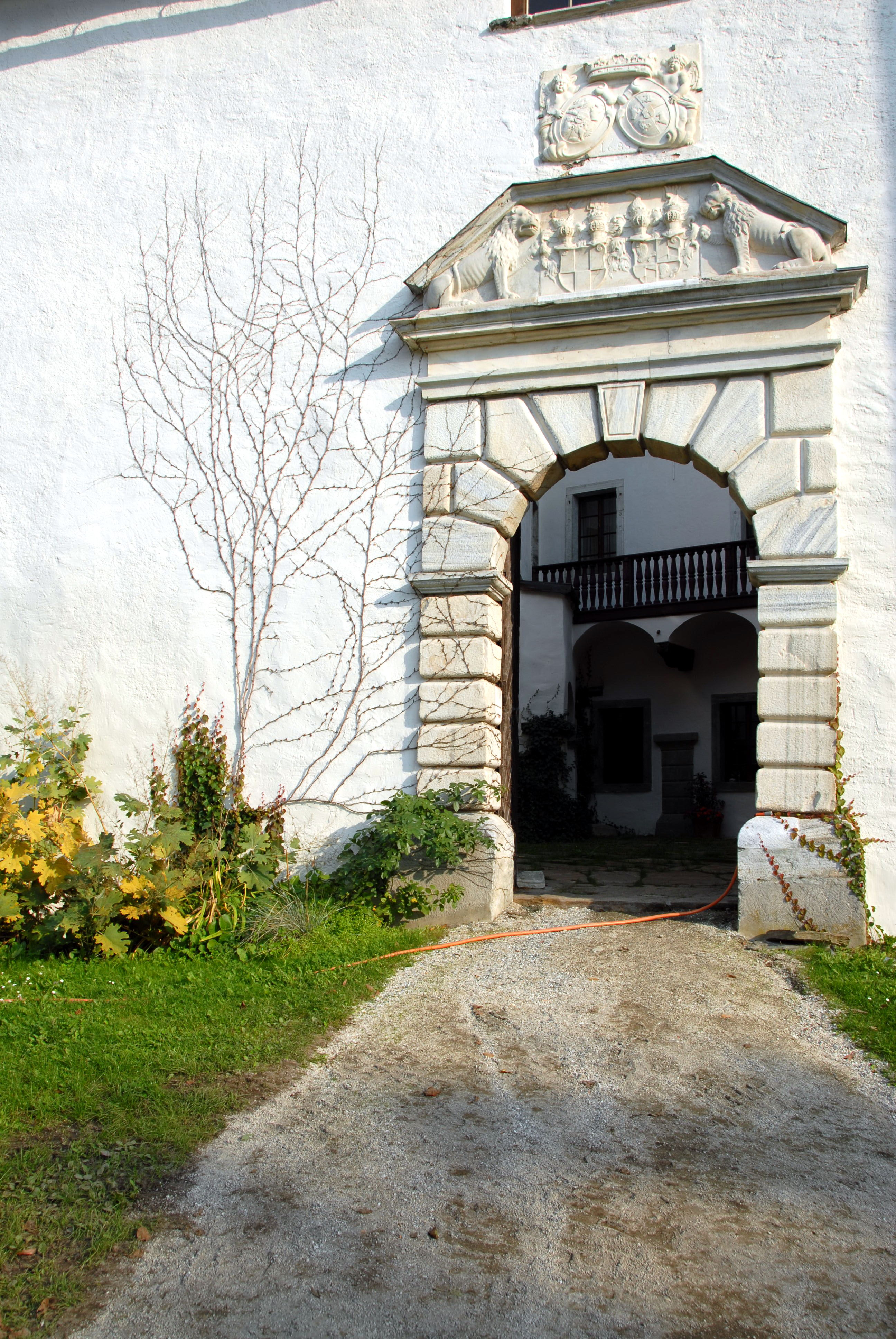
Portal des Schlosses Ratzenegg
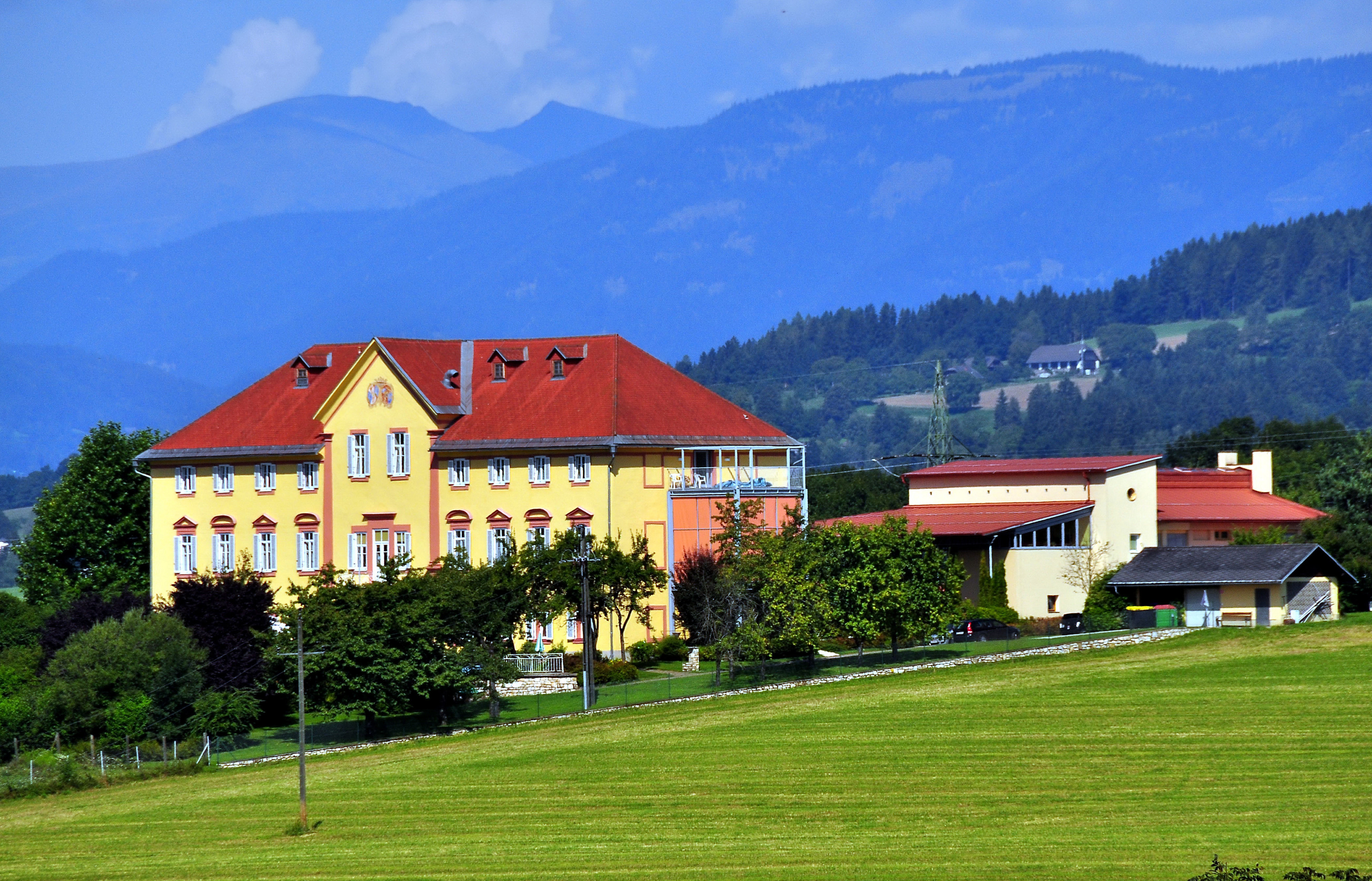
Schloss Tigring
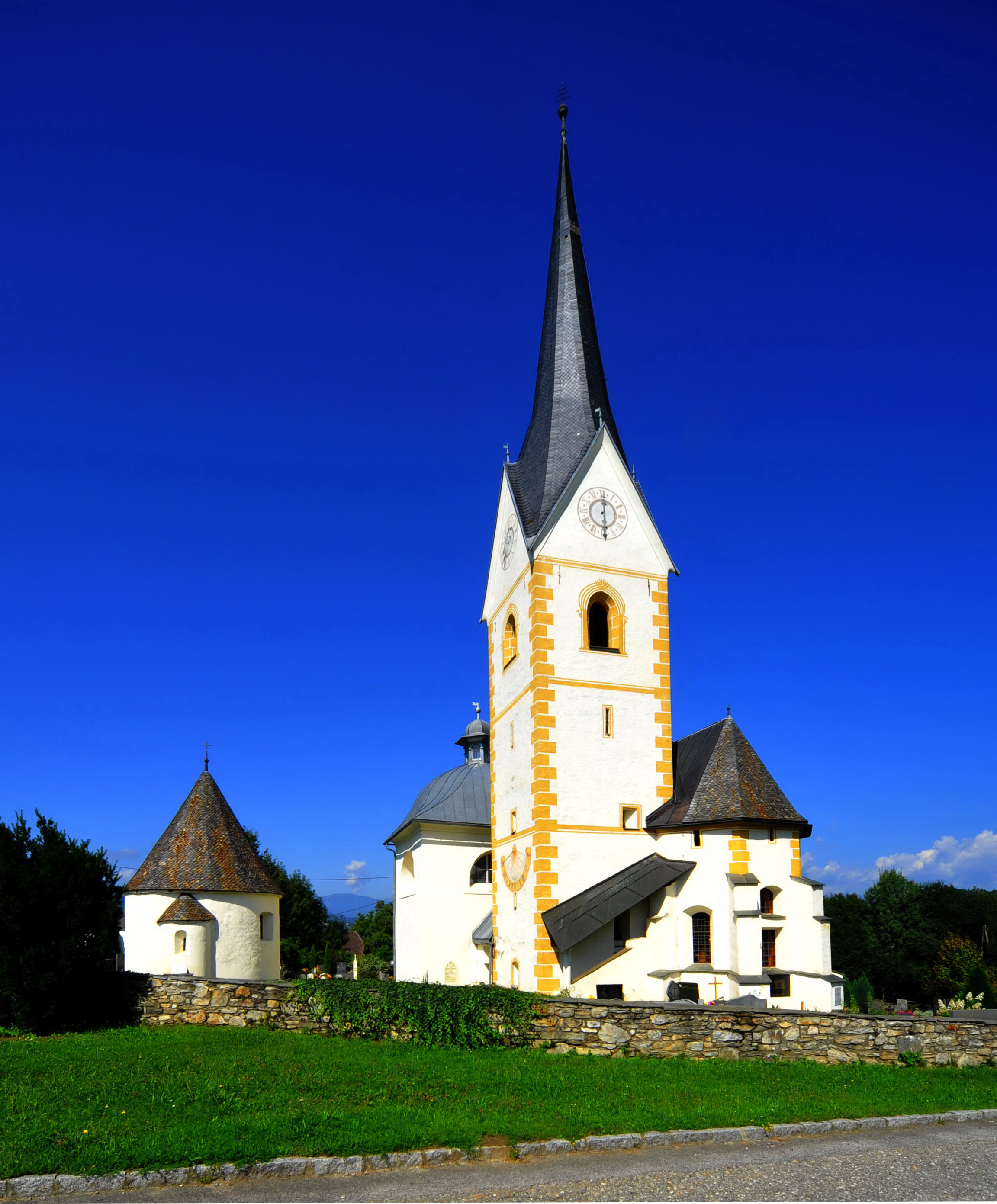
Pfarrkirche Heiliger Egyd in Tigring

### Ausgrabungen
Die Grundmauern der Flechtwerkstein-Kirche wurden Mitte des 20. Jahrhunderts freigelegt und sind am Karolingerweg 1 in Sankt Peter zu besichtigen.
In der Karolingerzeit war dieses Gotteshaus reich mit Marmor-Flechtwerksteinen geschmückt, mit großem, auf Terrassen anschließendem Friedhof (rund 450 Gräber wurden geortet) im Osten und Südosten der Kirche. In der Folgezeit wurde sie romanisch-gotisch überbaut. Urkundliche Erwähnung findet das Bauwerk ab 1217. Im Jahr 1879 wurde es durch einen Brand zerstört. Am Triumphbogen zur Apsis liegen nebeneinander vier Marmorplatten als Trittstufen in der Größe von rund 40 × 50 cm. Die nördlichste weist eine Besonderheit auf: sie hat ein Mühle-Spiel eingeritzt. Funde von Ausgrabungen sowie nähere Informationen gibt es im Karolingermuseum Moosburg.

### Karolingermuseum

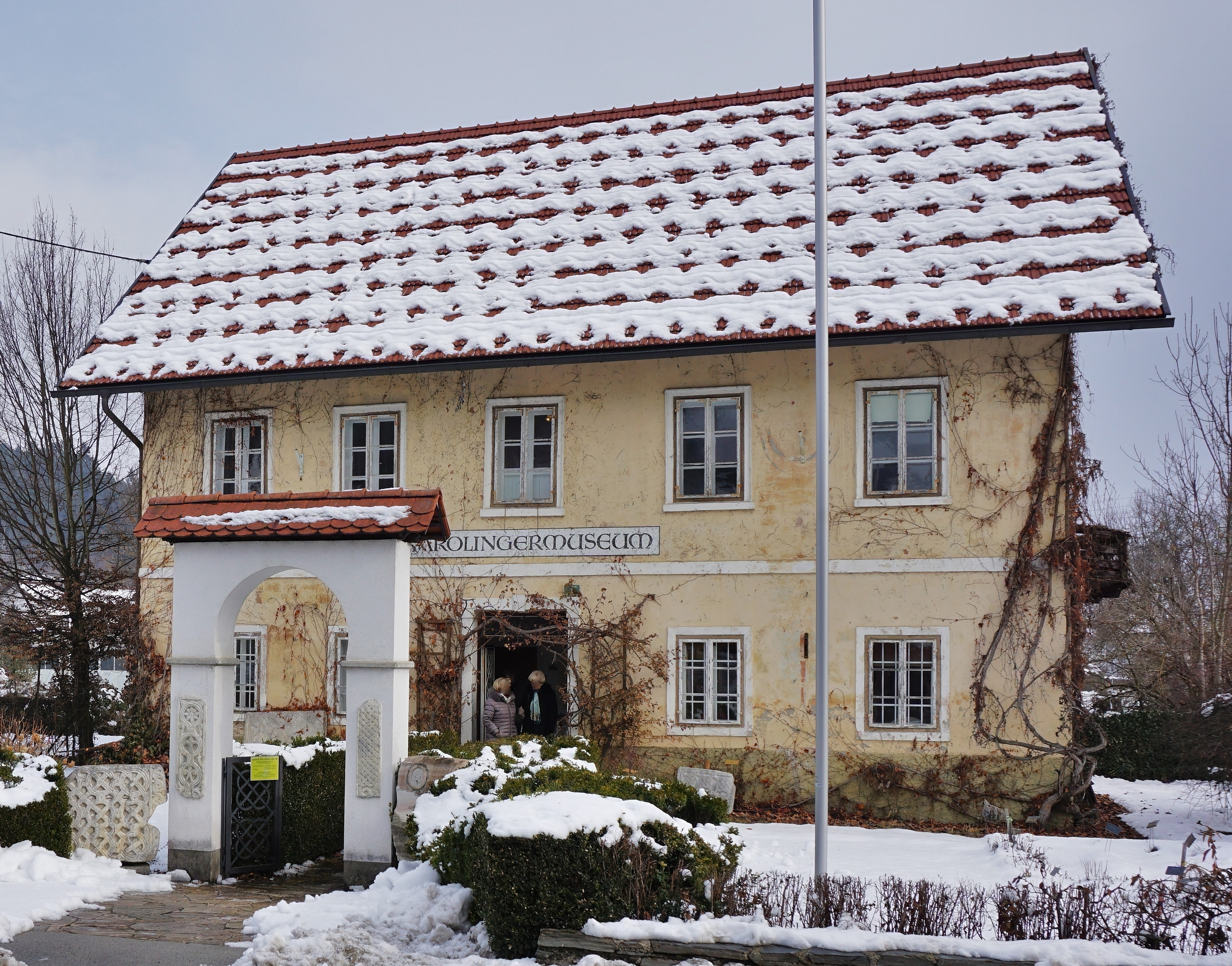
Das Karolingermuseum

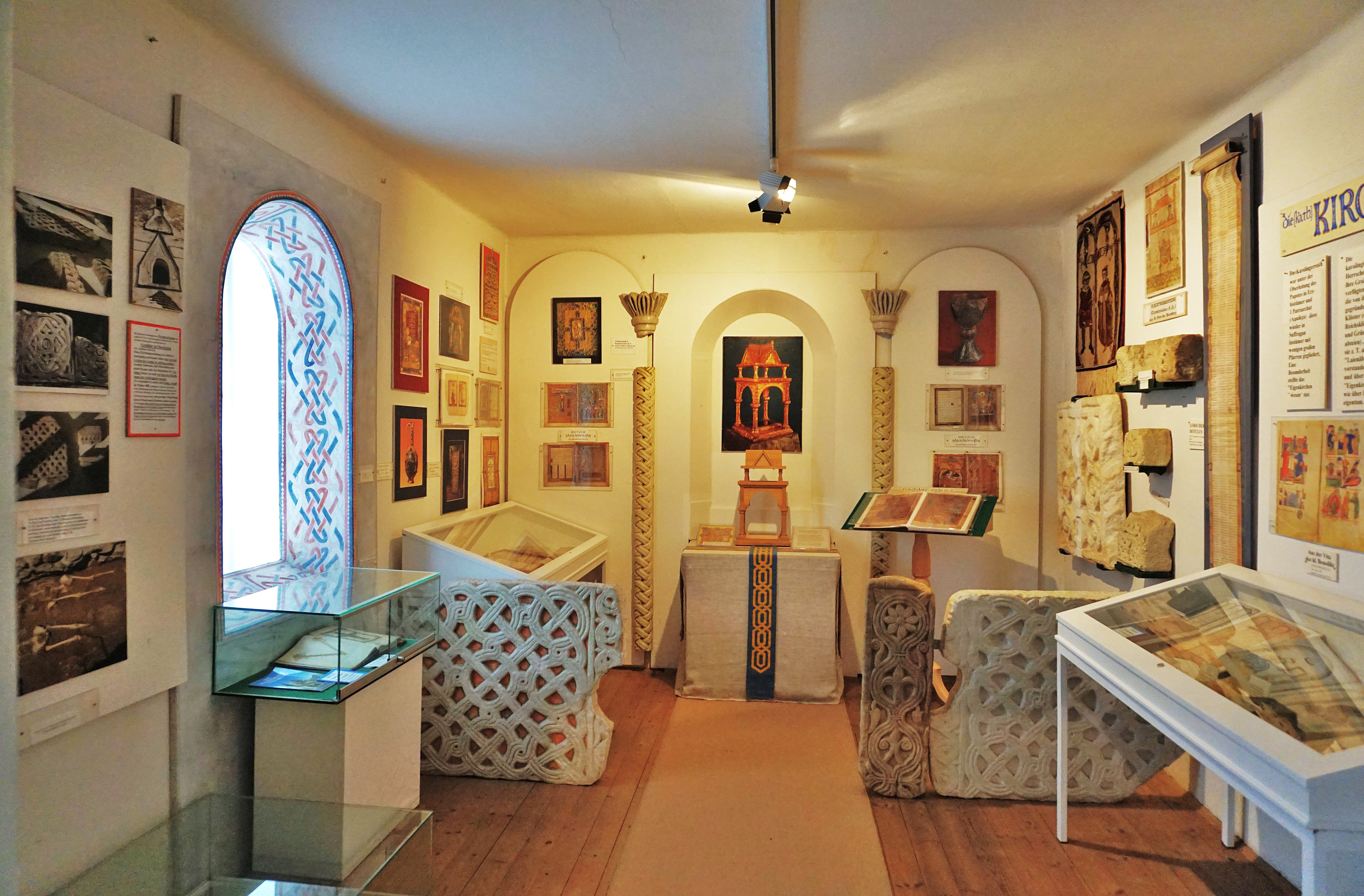
Blick ins Karolingermuseum

Das 1988 gegründete Museum liegt im Ort in der Krumpendorfer Straße 1, südwestlich des Marktgemeindeamtes. Im zweigeschoßigen Gebäude werden in acht Räumen unter anderem folgende Themen dargestellt:
- Die Karolinger
  - Zeitzone, Genealogie, das Karolingerreich.
  - Karl der Große (Leistung und Nachleben, karolingische Renaissance, plastische und bildliche Darstellungen, der Karlsthron, die Karlskrone, Recht, Münzwesen, Literatur).
  - Bedeutende Frauen im Karolingerreich.

- Arnulf von Kärnten
  - Herkunft, Leistung, Bezug zu Kärnten und zum übrigen Österreich
  - Nachleben: Jubiläen, Gedenktafeln, Statuen, Historiographie und Literatur im In- und Ausland (Dokumentation).

- Karolingisches Karantanien und Moosburg
  - Kostbares aus Karolingischen und anderen Kirchen: Flechtwerksteine, Kapitelle, Bauteile, Handschriften, Kleinkunst, Modelle.
  - Ausgrabungen (Funde aus Sankt Peter bei Moosburg und Moosburg, Burg und Ort).
  - Frühmittelalterlicher Alltag: Funde (Waffen, Keramik). Münzen, Modelle. Die mittelalterliche Pfalz zu Kärnten und die Moosburg. Geschichte des Moosburger Beckens (Auswahl). Dazu kommen wechselnde Sonderausstellungen und Vorträge.

Vor dem Museum: Torbogen mit Flechtwerk in Stein und Schmiedeeisen: Lapidarium mit Römer- und Flechtwerksteinen, frühmittelalterliches Bauteil, Grenzzeichen, Steinmörser usw.: Karolingergarten mit alten Heil- und Küchenkräutern.

### Regelmäßige Veranstaltungen
- Das „Kaiser Arnulfsfest“ ist ein seit 1986 jährlich im Juli stattfindendes Volksfest mit buntem Rahmenprogramm.[3]
- Das traditionelle Erntedankfest der „Landjugend Moosburg“ wird alljährlich im Herbst begangen.
- Seit 1976 findet jährlich am Sonntag nach Pfingsten ein Kinder- und Familienfest im SOS-Kinderdorf statt.

## Wirtschaft und Infrastruktur

### Wirtschaftssektoren
Im Jahr 2010 gab es 145 landwirtschaftliche Betriebe in Moosburg. Davon waren 54 Haupterwerbsbetriebe, die fast drei Viertel der Flächen bewirtschafteten. Fast sechzig Prozent der Firmen im Produktionssektor waren im Baugewerbe tätig. Am meisten Beschäftigte in diesem Sektor hatte der Bereich Herstellung von Waren. Im Dienstleistungssektor waren rund zwei Drittel in sozialen und öffentlichen Diensten beschäftigt (Stand 2011).
| Wirtschaftssektor            | Anzahl Betriebe | Anzahl Betriebe | Anzahl Betriebe | Erwerbstätige | Erwerbstätige | Erwerbstätige |
| Wirtschaftssektor            | 2021            | 2011            | 2001            | 2021          | 2011          | 2001          |
| ---------------------------- | --------------- | --------------- | --------------- | ------------- | ------------- | ------------- |
| Land- und Forstwirtschaft 1) | 87              | 145             | 173             | 111           | 104           | 88            |
| Produktion                   | 55              | 41              | 43              | 179           | 146           | 168           |
| Dienstleistung               | 241             | 216             | 134             | 890           | 757           | 533           |

1) Betriebe mit Fläche in den Jahren 2010 und 1999, Arbeitsstätten im Jahr 2021
| Von den fast 2000 Erwerbstätigen, die in Moosburg wohnen, arbeitet rund ein Viertel in der Gemeinde, drei Viertel pendeln aus. Aus der Umgebung kommen rund 500 Menschen zur Arbeit nach Moosburg (Stand 2011). In früheren Jahren wurden im Gemeindegebiet im Bergbau Bleiglanz und Kupferkies gewonnen. Davon zeugen alte, heute nicht mehr begehbare Bergwerks-Stollen. | Die zur Anzeige dieser Grafik verwendete Erweiterung wurde dauerhaft deaktiviert. Wir arbeiten aktuell daran, diese und weitere betroffene Grafiken auf ein neues Format umzustellen. (Mehr dazu) |

### Schulen
In Moosburg gibt es folgende Schulen: Vorschule, Volksschule, Hauptschule und Allgemeine Sonderschule.

### SOS-Kinderdorf
1957 wurde in Moosburg das damals fünfte österreichische SOS-Kinderdorf gegründet. Die 1959 eröffnete Einrichtung besteht aus 19 Häusern, in denen heute etwa 100 Kinder und Jugendliche wohnen. Die Betreuung erfolgt differenziert in SOS-Familien und Kinderwohngruppen. Für Gastfamilien stehen im Angebot 'Eltern-Kind-Wohnen' zwei Häuser und vier Wohnungen zur Verfügung; hier leben Kinder mit ihren Eltern, die aus unterschiedlichen Gründen eine kurz- oder mittelfristige Begleitung benötigen, um anschließend wieder eigenständig miteinander leben zu können. In Seigbichl werden im Angebot 'Familien in Krisen' in zwei Wohnungen ganze Familien aufgenommen und betreut.
Seit Mai 2006 hat die Krisenwohngruppe „Barbakus“ im SOS-Kinderdorf seine Pforten geöffnet. In zwei Gruppen, für jeweils sieben Kinder erfahren hier Kinder und Jugendliche sowie deren Familien eine diagnostische Abklärung und Hilfestellungen zur Bewältigung von krisenhaften Situationen innerhalb der Familie.
Weitere Angebote und Einrichtungen sind das SOS-Jugendwohnen und die sozialpädagogisch-therapeutischen Wohngemeinschaften für Mädchen und Burschen die 'mobile Familienarbeit' sowie eine Nachbetreuungsstelle in Klagenfurt.
Das seit Jänner 2002 im SOS-Kinderdorf bestehende Hermann-Gmeiner-Sozialzentrum ist ein Zentrum für Beratung, Therapie und Diagnostik. Das Kinder- und jugendpsychiatrische Ambulatorium bietet Diagnostik, individuelle Behandlungsplanung und Therapie für Kinder und Jugendliche mit psychischen Auffälligkeiten und Störungen.

### Fremdenverkehr
Ein geplantes Luxushotelprojekt sorgt „für Protest bei einer Gruppe von Anrainerinnen und Anrainern. Im Ort soll um 80 Millionen Euro ein Fünfsternhaus mit 250 Zimmern und Spabereich gebaut werden. Betrieben werden soll es von der international tätigen Wyndham-Gruppe.“ „Die Bürgerinitiative ‚Moosburg lebenswert‘ sieht überhaupt keine Notwendigkeit für ein derart großes Hotelprojekt.“ Die Bodenversiegelung sei ein großes Thema. Für das Gaggl-Team sei es ein Leuchtturmprojekt mit „ungeheurer“ Wertschöpfung.

## Politik

### Gemeinderat
| Der Gemeinderat von Moosburg hat 23 Mitglieder. \| Jahr \| SPÖ \| ÖVP \| FPÖ \| BZÖ \| GRÜNE \| KPÖ \| GAGGL[A 1] \| GEMA[A 2] \| Link \| \| -------------------------------------------------------------------------------------------------- \| --- \| --- \| --- \| --- \| ----- \| --- \| ---------- \| --------- \| ---- \| \| Gemeinderatswahl 1985 \| 12 \| 7 \| 2 \| - \| - \| 2 \| - \| - \| [15] \| \| Gemeinderatswahl 1991 \| 10 \| 8 \| 5 \| - \| - \| - \| - \| - \| [15] \| \| Gemeinderatswahl 1997 \| 8 \| 10 \| 5 \| - \| - \| - \| - \| - \| [16] \| \| Gemeinderatswahl 2003 \| 7 \| 13 \| 3 \| - \| - \| - \| - \| - \| [17] \| \| Gemeinderatswahl 2009 \| 6 \| 11 \| - \| 6 \| - \| - \| - \| - \| [18] \| \| Gemeinderatswahl 2015 \| 4 \| - \| 2 \| - \| 1 \| - \| 11 \| 5 \| [19] \| \| Gemeinderatswahl 2021 \| 2 \| - \| 5 \| - \| - \| - \| 11 \| 5 \| [20] \| \| Anmerkungen: 1. ↑ GAGGL ... Team Herbert Gaggl (ÖVP) 2. ↑ GEMA ... Liste Georg Robert Malle (GEMA) \| \| \| \| \| \| \| \| \| \| | Die zur Anzeige dieser Grafik verwendete Erweiterung wurde dauerhaft deaktiviert. Wir arbeiten aktuell daran, diese und weitere betroffene Grafiken auf ein neues Format umzustellen. (Mehr dazu) |     |     |     |       |     |       |      |        |
| Jahr | SPÖ | ÖVP | FPÖ | BZÖ | GRÜNE | KPÖ | GAGGL | GEMA | Link   |
| Gemeinderatswahl 1985 | 12 | 7   | 2   | -   | -     | 2   | -     | -    | [ 15 ] |
| Gemeinderatswahl 1991 | 10 | 8   | 5   | -   | -     | -   | -     | -    | [ 15 ] |
| Gemeinderatswahl 1997 | 8 | 10  | 5   | -   | -     | -   | -     | -    | [ 16 ] |
| Gemeinderatswahl 2003 | 7 | 13  | 3   | -   | -     | -   | -     | -    | [ 17 ] |
| Gemeinderatswahl 2009 | 6 | 11  | -   | 6   | -     | -   | -     | -    | [ 18 ] |
| Gemeinderatswahl 2015 | 4 | -   | 2   | -   | 1     | -   | 11    | 5    | [ 19 ] |
| Gemeinderatswahl 2021 | 2 | -   | 5   | -   | -     | -   | 11    | 5    | [ 20 ] |
| Anmerkungen: 1. 2. | |     |     |     |       |     |       |      |        |

### Bürgermeister
Direkt gewählter Bürgermeister ist Herbert Gaggl (ÖVP).

### Wappen

Bannerflagge der Marktgemeinde Moosburg

| Wappen von Moosburg | Blasonierung: „In Gold auf grünem Berg eine schwarze Turmruine, aus der eine grüne Eiche hervorragt.“ |
| Wappen von Moosburg | Wappenbegründung: Die schwarze Turmruine steht für die Arnulfsfeste. Die Ruine, auch Hetzelburg genannt, wurde im Jahr 879 erstmals urkundlich erwähnt. Bis zur zweiten Hälfte des 15. Jahrhunderts wurden die Pfalzgrafen von Görz als Besitzer genannt, ihnen folgten die Habsburger, danach die Ernauer, die Freiherren von Kronegg und im Jahr 1733 die Grafen von Goëss. Die Gemeinde Moosburg hatte vor der Wappenverleihung ein Siegel mit einem Turm geführt. Die herauswachsende Eiche wurde erst später ergänzt. Sie soll die weit zurückreichende herrschaftliche Tradition zum Ausdruck bringen. Das Wappen und die Flagge wurden am 17. April 1961 an die Gemeinde verliehen. Eine Neuverleihung erfolgte im Jahr 1974. Die Flagge ist gelb-grün mit eingearbeitetem Wappen. |

### Städtepartnerschaften
- Maintal, Hessen (seit 1976)
- Moosburg a.d. Isar, Bayern (seit 1991)
- Katerini, Griechenland (seit 1996)

## Persönlichkeiten

### Ehrenbürger der Gemeinde
- Johann Zeno Goëss (1890–1974), Land- und Forstwirt und Politiker
- Helmut Kutin (1941–2024), Sozialmanager, Präsident von SOS-Kinderdorf-International 1986–2012

### Söhne und Töchter der Gemeinde
- Arnolf von Kärnten (850–899), ab 887 König des Ostfrankenreiches und von 896 bis 899 römisch-deutscher Kaiser
- Ulrich II. von Ernau (1531–1607), Adliger
- Vinzenz Weber (1795–1875), österreichischer Landwirt und Politiker
- Peter Kanitsch (1808–1894), österreichischer Verwaltungsjurist und Politiker
- Bruno Grimschitz (1892–1964), Kunsthistoriker und Museumsleiter

### Mit der Gemeinde verbundene Persönlichkeiten
- Ernst Gradischnig (* 1949), Maler, Lithograf, Grafiker und Keramiker
- Urban Jarnik (1784–1844), katholischer Geistlicher, Historiker, Ethnograph, Dichter, Übersetzer aus dem Deutschen ins Slowenische (u. a. Schiller)
- Irene Szep (* 1953), Pädagogin, Vizebürgermeisterin und Abgeordnete zum Nationalrat